# بونزي ويلز
بونزي ويلز (بالإنجليزية: Bonzi Wells)‏ مواليد 28 سبتمبر 1976 في مونسي، هو لاعب كرة سلة أمريكي سابق بدأ مسيرته الاحترافية في سنة 1998 وحمل الرقم 6 و42 و24. يبلغ طوله 6 قدم 5 بوصة (2.0 م). اعتزل اللعب في 2010.

## فرق لعب لها
- بورتلاند ترايل بلايزرز
- ميمفيس غريزليس
- سكرامنتو كينغز
- هيوستن روكتس
- نيو أورلينز بيليكانز

## روابط خارجية
- بونزي ويلز على موقع إن بي أي (الإنجليزية)
- بونزي ويلز على موقع سبورتس رفرنس (الإنجليزية)
- بونزي ويلز على موقع كرة السلة الأوروبية.كوم (الإنجليزية)
- بونزي ويلز على موقع كلية كرة السلة في سبورتس رفرنس.كوم (الإنجليزية)
- بونزي ويلز على موقع ريلجم (الإنجليزية)
- بونزي ويلز على موقع بروبوليرز (الإنجليزية)